# Haltern am See
Haltern am See è una città di 37 808 abitanti della Renania Settentrionale-Vestfalia, in Germania.
Appartiene al distretto governativo (Regierungsbezirk) di Münster e al circondario (Kreis) di Recklinghausen (targa RE).
Nel primo decennio dopo Cristo i Romani vi eressero prima un forte ausiliario e poi una fortezza legionaria che costituì il centro principale amministrativo della nuova provincia di Germania con il nome di Aliso. Anche all'indomani della rovinosa sconfitta di Publio Quintilio Varo nella battaglia della foresta di Teutoburgo del 9 d.C., Aliso continuò a essere un'importante base romana durante le campagne militari del 13–16 d.C. del condottiero Germanico contro le tribù germaniche ribelli.
Haltern si fregia del titolo di "Media città di circondario" (Mittlere kreisangehörige Stadt).
Il 1º gennaio 1975 ha icorporato il territorio dei soppressi comuni di Flaesheim e Hullern, gran parte di quello di Kirchspiel Haltern e Lippramsdorf e la parte orientale di Hamm.

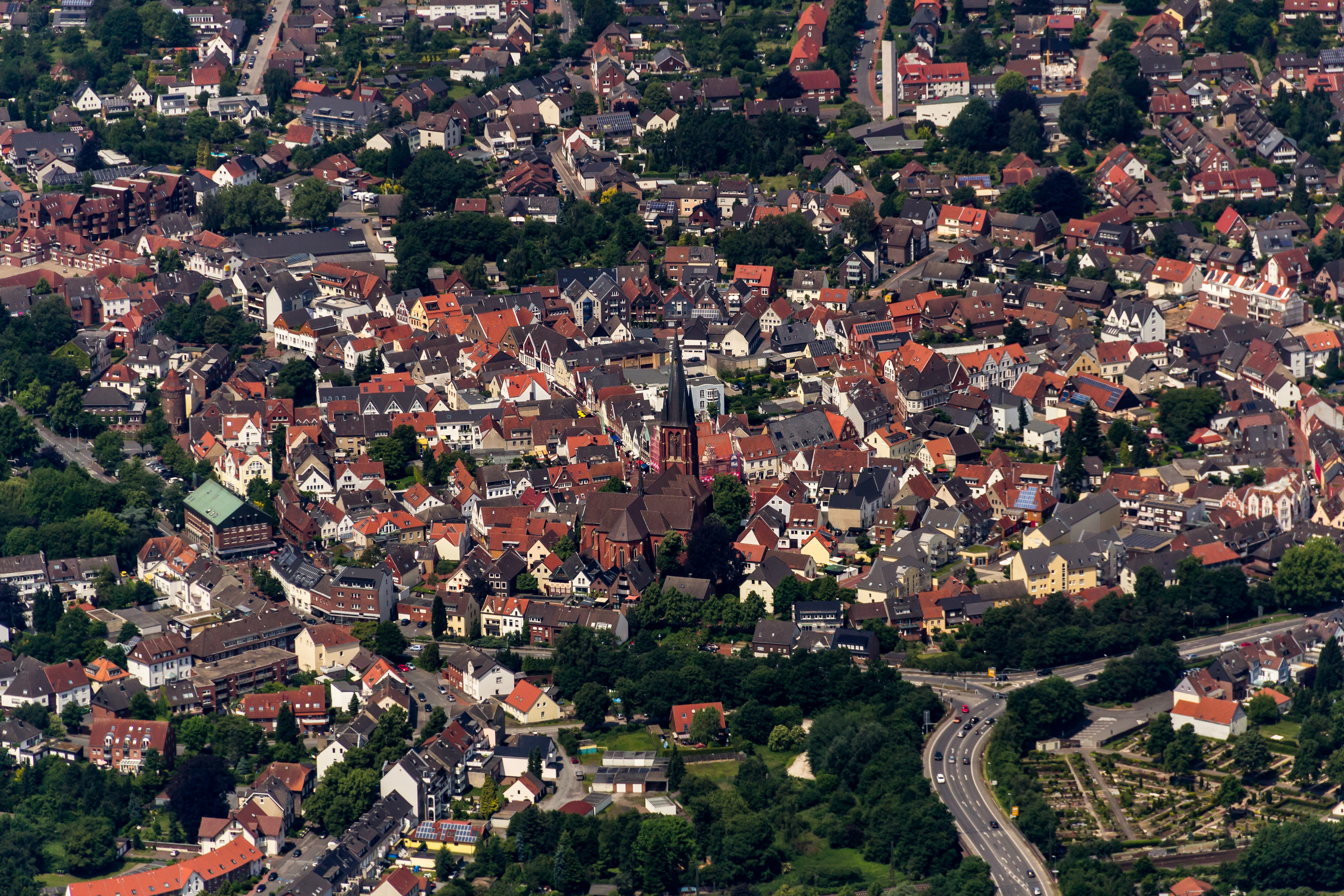
Vista dall'alto